# Thalatha kebeae
Thalatha kebeae là một loài bướm đêm trong họ Noctuidae.